# Alberto Dines

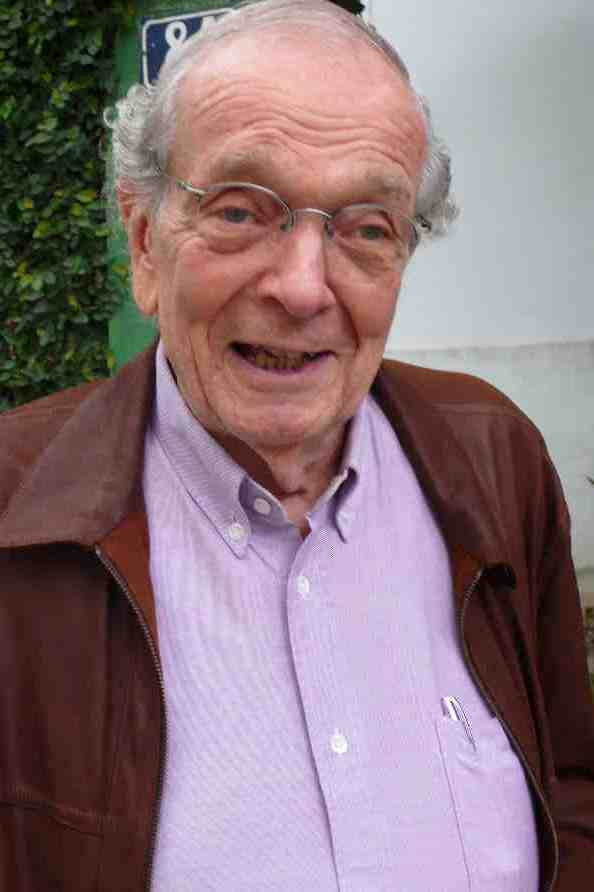
Alberto Dines (2008)

Alberto Dines (* 19. Februar 1932 in Rio de Janeiro; † 22. Mai 2018 in São Paulo) war ein brasilianischer Journalist und Autor.

## Leben

### Allgemeines
In seiner über 50-jährigen Berufslaufbahn schrieb Dines mehrere Bücher, gründete verschiedene Zeitschriften und Zeitungen in Brasilien und in Portugal, arbeitete für Hörfunk und Fernsehen und wirkte als kritischer Beobachter der Massenmedien und ihrer Repräsentanten. Er begann 1952 als Journalist zu arbeiten; ab 1963 unterrichtete er Journalismus an der Pontifícia Universidade Católica do Rio de Janeiro und 1974 war er Gastprofessor an der Journalismus-Schule der University of Columbia, New York City. Er war 12 Jahre lang Chefredakteur des Jornal do Brasil und Direktor der Niederlassung der Folha de São Paulo in Rio de Janeiro. In Portugal gründete er die Gruppe „Abril“, mit der er die Zeitschrift Exame herausbrachte.
Zuletzt war er Senior-Forscher am Laboratório de Estudos Avançados em Jornalismo der Unicamp, dessen Co-Gründer er war, und leitete das Magazin Observatório da Imprensa sowohl in seiner Online-Version als auch als Fernseh- und Radioprogramm. Dines engagierte sich als Präsident der Gesellschaft Casa Stefan Zweig auch für die Eröffnung eines Stefan Zweig-Museums in Petrópolis. Er war ein ausgewiesener Stefan-Zweig-Forscher und beschrieb in der Biografie Tod im Paradies – Die Tragödie des Stefan Zweig die Zeit, die Stefan Zweig bis zu seinem Selbstmord in Brasilien verbrachte.

### Kindheit und Jugend
Alberto Dines wurde 1932 im Bezirk Catete in Rio de Janeiro in eine Familie jüdischer Einwanderer aus Russland geboren. Dort wohnten seine Eltern in einer Pension. Er wuchs in Vila Isabel in der Nähe des Maracanã auf, wechselte später aber öfter den Wohnsitz. Er wohnte in der Rua Pontes Correira, in der Rua Araújo Lima und zuletzt in der Zona Sul. Durch die häufigen Wohnsitzwechsel lernte er verschiedene Teile Rio de Janeiros kennen und diese Stadt blieb immer ein wichtiger Bezugspunkt in seinem Leben, auch wenn er sich in seinen letzten Jahren in Lissabon und São Paulo niedergelassen hat.
Alberto Dines besuchte in Vila Isabel die israelitische Schule „Escola Popular Israelita Brasileira Scholem Aleichem“, die einer Jüdischen Gemeinde gehörte, die einer mit der sozialistischen Linken verbundenen Gruppe, genannt „Obreira Internacionalista“, nahestand. In dieser Schule, in der mit modernen pädagogischen Methoden (Pestalozzi) unterrichtet wurde, lernte er Jiddisch, was ihm eine gute Basis verschaffte, um auch Deutsch zu lesen und zu verstehen. 1940 besuchte der Schriftsteller Stefan Zweig, der nach Brasilien kam, um sich dort niederzulassen, diese Schule und es kam zu einer für Dines' weiteres Leben prägenden Begegnung. Die dabei entstehende Verbindung zwischen Dines und Zweig führte 1981 zur Veröffentlichung einer Biografie über Stefan Zweig, „Tod im Paradies“.
Dines besuchte danach das jüdische Gymnasium „Ginásio Hebreu Brasileiro“ in Tijuca, das jedoch keine sozialistische, sondern eine kommunistische Linie vertrat. Es wurden Hebräisch und die jüdische Kultur unterrichtet. An dieser Schule machte er während des Zweiten Weltkriegs seine ersten journalistischen Erfahrungen als Mitherausgeber einer kleinen Zeitung, die das Organ eines Selbstversorgungs-Projekts war, das von der Schule wegen der Lebensmittelknappheit gegründet worden war, unter der Brasilien aufgrund von Schiffsblockaden litt.
Dann folgte die Zeit des Studiums als Científico am Colégio Andrews in Botafogo, die geprägt war von der Zeit, die er mit anderen Studenten in der Nationalbibliothek von Rio de Janeiro verbrachte, wo gemeinsam studiert und diskutiert wurde. Dines unterbrach das Studium, da er sich im zweiten Jahr der jüdischen sozialistisch-antibürgerlichen Bewegung anschloss, die überzeugt war, dass es nötig sei, alle Verbindungen mit der Bourgeoisie zu lösen und dass ein Universitäts-Diplom eine solche Verbindung wäre.

### Berufslaufbahn
Nachdem Alberto Dines beschlossen hatte, dass er sich der Kultur widmen wollte, wählte er das Kino aus und begann zusammen mit einem Kollegen vom Colégio Andrews Film zu studieren. Da es zu jener Zeit in Brasilien noch keine Filmhochschule gab, beschlossen sie, sich anhand von Büchern autodidaktisch in das Thema einzulesen und zu vertiefen. Die Nationalbibliothek wurde dabei wie ein zweites Zuhause für die beiden Autodidakten. Nach einiger Zeit begannen sie als Dokumentarfilmer bei Isaac Rosenberg zu arbeiten, bei dem sie einige Lehrjahre absolvierten. Obwohl sich Dines durchaus vorstellen konnte, Filmemacher zu werden, kam es anders. Er bekam eine Einladung für eine Film-Zeitschrift Filmkritiken zu schreiben und nahm das Angebot an. Um 1950, in den „goldenen Jahren“ des Welt-Kinos (Elia Kazan, Dimitri Tiomkin usw.), genoss Dines das Privileg, diese großen Filme sehen und danach schreiben zu dürfen, was er darüber dachte. In Folge begann er im „Filmgeschäft“ zu arbeiten, wie z. B. in der Organisation des 1° Congresso do Cinema Brasileiro und im Cineclube do Brasil. Er bewarb sich für ein Stipendium der französischen Botschaft für einen Kurs im IDEC (Institut d’Etudes Cinématographiques), konnte aber nicht ein dafür erforderliches Empfehlungsschreiben vorweisen, weshalb er abgewiesen wurde.
1952, in der Zeit der großen Reformen auf dem Gebiet der Presse in Brasilien, wurde kein Filmkritiker gebraucht, sondern ein Kultur-Reporter und als solcher wurde er dann von der Visão angestellt. In den kommenden 5 Jahren machte er wichtige professionelle Erfahrungen, kam in Kontakt mit dem brasilianischen Außenministerium (Itamarati) und begann durch Brasilien zu reisen. Als die nordamerikanischen Eigentümer der Visão, feststellten, dass das industrielle Zentrum von Brasilien im Begriff ist, sich nach São Paulo zu verlagern, siedelte sich auch die Zeitung dort an und Dines kam mit. Insgesamt blieb er 5 Jahre bei der Visão. Danach bekam er ein Angebot als Reporter für die Manchete zu arbeiten, das er annahm. Schon im Alter von 25 Jahren wurde Assistent des Chefredakteurs. Später wechselte Dines zur Última Hora und 1962 zum Jornal do Brasil, wo er 12 Jahre lang blieb.

### Diktatur
Mit dem sogenannten Militärputsch 1964 in Brasilien änderte sich zunächst wenig für Dines als Chefredakteur des Jornal do Brasil. Erst 1968, als das Dekret AI-5 (Ato Institucional Número Cinco) von der Militärdiktatur unter Artur da Costa e Silva erlassen wurde, kam es zur Zensur. Als die Militärs im Redaktionsgebäude des Jornal do Brasil erschienen und Streichungen in der anstehenden Ausgabe vornahmen, reagierte Dines darauf, indem er die Streichungen rückgängig machte und darüber hinaus die Leser auf dem Titelblatt auf die nun kommende Zensur hinwies und warnte, dass sich die Dinge nun ändern würden. Diesen Fehler machten die Militärs nicht noch einmal und ergriffen am nächsten Tag, an dem Dines schon im Gefängnis saß, effizientere Maßnahmen.
Als 1973 ein Bericht über den Militärputsch in Chile und den Tod von Salvador Allende erscheinen sollte, kam eine Anweisung der Polizei, diesen Bericht nicht zu drucken. Dines ließ ihn in Großbuchstaben drucken, was eine große Wirkung hatte. Drei Monate später wurde er vom Jornal do Brasil entlassen.
Mit seiner Entlassung schlossen sich viele Türen und Dines befand sich in einem „beruflichen Exil“. Daher nahm er die Einladung einer Gastprofessur an der Journalismus-Schule der University of Columbia, New York City, die er 1974 bekam, an. Nach diesem Auslandsaufenthalt wurde er Chef der Niederlassung der Folha de São Paulo in Rio de Janeiro.

### Oberservatório da Imprensa
In den 1990er-Jahren verortete Dines einen Tiefpunkt in der Geschichte des Journalismus, da die journalistische Arbeit immer mehr von einer Marketing-Mentalität dominiert wurde. Zu diesem Zeitpunkt entstand die Idee eines postgradualen Studien- und Forschungszentrums für Journalismus an der Universidade Estadual de Campinas  (Unicamp) in São Paulo, die mit der Gründung des Laboratório de Estudos Avançados em Journalismo (Labjor) verwirklicht wurde. Um die Reichweite der Arbeit des auf den akademischen Bereich beschränkten Studien- und Forschungszentrums zu erhöhen, wurde 1995 die Medienbeobachtungsstelle Oberservatório da Imprensa geschaffen, die sowohl als Website als auch als Hörfunk- und Fernsehprogramm existiert. Das Ziel war, damit den nicht-akademischen Sektor zu erreichen (ohne populistisch und oberflächlich zu werden) und mit dem Fokus auf Medienkritik den Brasilianern ein kritisches Bewusstsein den Medien gegenüber nahezubringen.

### Casa Stefan Zweig
Nach dem Tod von Stefan Zweig am 22. Februar 1942 hatte der Schriftsteller und Journalist Raul Azevedo die Idee eines Museums in Petrópolis in dem Haus, in dem der Schriftsteller lebte und starb. Nach Ende des Krieges kontaktierte der Journalist Murilo Marroquim von „Diários Associados“ die Erben des Schriftstellers in London, die ihr Versprechen gaben, die Initiative zu unterstützen. Einer der brasilianischen Diplomaten, die in der britischen Hauptstadt ihren Dienst versahen, Pascoal Carlos Magno, interessierte sich ebenfalls für das Projekt. Mehr als 60 Jahre später wurde die Idee verwirklicht. Die gemeinnützige Gesellschaft „Casa Stefan Zweig“ wurde gegründet und das Grundstück in der Rua Gonçalves Dias, 34, und zusätzlich ein Stück des angrenzenden Gartens gekauft. Die architektonischen Planungen wurde sofort bezahlt und der bau- und informationstechnische Part bearbeitet.
Mit der enthusiastischen Unterstützung des Bürgermeisters von Petrópolis, Rubens Bomtempo, und einer Gruppe von Unterstützern aus Rio de Janeiro und São Paulo sowie des Österreichischen Gedenkdienstes, der ab 2008 zur Unterstützung des Projekts einen Gedenkdiener entsandt hat, begannen die Vorbereitungen für die Renovierung des Bauwerks und seinen Umbau in ein kleines Museum – das einzige auf der Welt mit dem Namen des Schriftstellers. Seit 2012 steht das Museum den Besuchern von Freitag bis Sonntag offen.
Das Museum beherbergt eine Bibliothek mit allen Werken von und über Zweig in allen Sprachen sowie eine Videothek (mit all den Filmen und Dokumentarfilmen, die von seinen Büchern inspiriert wurden), Fotothek, Sammlung von Karikaturen, einen kleinen Konferenzsaal, ein digitales Archiv mit Kopien der Dokumente, die in der Nationalbibliothek von Rio de Janeiro archiviert sind und Originale.
In der Zwischenzeit wurden Gespräche mit Sammlern in Brasilien und anderen Ländern über Spenden von persönlichen Objekten des Schriftstellers aufgenommen. Es werden demnächst Verhandlungen mit Archiven in den USA, Deutschland, Österreich und Israel über die Etablierung eines direkten Austausches initiiert werden. Obwohl die Casa Stefan Zweig auf die Person und das Werk des Schriftstellers gerichtet ist, soll sie ein Zentrum sein, das an all die Künstler, Intellektuellen und Wissenschaftler erinnert, die vor und während des Zweiten Weltkrieges nach Brasilien geflüchtet sind. Sie soll eine Gedenkstätte des Exils sein. Im Februar 1942 wurde Stefan Zweig – gezwungen von seiner tragischen Wahl – ein Symbol aller Intellektuellen, die vor den Nazis fliehen mussten.

## Auszeichnungen
- 1970: Maria Moors Cabot Prize der Columbia University Graduate School of Journalism für Journalisten aus der Karibik und aus Lateinamerika[6]
- 1993: Prêmio Jabuti de Literatura in der Kategorie Essay[7]
- 2005: Prêmio Imprensa Estrangeira
- 2007: Austrian Holocaust Memorial Award[8]
- 2009: Österreichisches Ehrenkreuz für Wissenschaft und Kunst[9]
- 2010: Großkreuz des Ordem do Mérito das Comunicações Jornalista Roberto Marinho des brasilianischen Staatspräsidenten.[10]

## Schriften
- Tod im Paradies – Die Tragödie des Stefan Zweig (in der Übersetzung von Marlen Eckl). Büchergilde Gutenberg, Frankfurt am Main 2006, ISBN 3-7632-5697-0. (Die brasilianische Originalausgabe erschien 1981 unter dem Titel „Morte no Paraíso – A Tragédia de Stefan Zweig“ bei Editora Nova Fronteira, Rio de Janeiro.)
- O baú de Abravanel. Uma crônica de sete séculos até Silvio Santos. Companhia das Letras, São Paulo 1990, ISBN 85-7164-111-0.
- et al. (Hrsg.): Histórias do poder: 100 anos de política no Brasil. Editora 34, São Paulo 2000, ISBN 85-7326-191-9.